# Wyatt Hill
Wyatt Hill är en kulle i Antarktis. Den ligger i Västantarktis. Inget land gör anspråk på området. Toppen på Wyatt Hill är 500 meter över havet.
Terrängen runt Wyatt Hill är huvudsakligen kuperad, men söderut är den platt. Trakten är obefolkad. Det finns inga samhällen i närheten.